# Пепельник болотный
Пепельник болотный (лат. Tephroseris palustris) — двулетнее или однолетнее травянистое растение; вид рода Пепельник семейства Астровых, встречающийся также под устаревшим названием Крестовник скученный (Senecio congestus) и некоторыми другими синонимами.

## Название
Научное родовое название Tephroseris образовано от др.-греч. τέφρα («тефра» — пепел, зола) и др.-греч. σηρικός («серикос» — шелковый, сделанный из шелка) и дано по беловойлочному (серовато-шелковистому) опушению листьев и стеблей.
Научное видовое название palustris образовано от лат. paluster («палустер» — болотный) и дано по произрастанию на болотах и в других сырых местах.
Русскоязычное название является смысловым переводом научного латинского.

## Ботаническое описание[2][7]
Двулетние, изредка однолетние травы высотой 30-60 см.
Кистекорневой вид с придаточными  корнями, образующими кисть или пучок.
Стебли густооблиственные, прямостоячие, простые или ветвистые в верхней части, толстые и полые. Поверхность опушенная зеленовато-желтыми членистыми волосками.
Листья очередные, продолговато-ланцетные или ланцетные, выемчато-зубчатые. Розеточные листья длиной 2-10(15) см, шириной 0,5 — 4,5 см, на коротких широких черешках. Стеблевые листья мелкозубчатые, сидячие, полустеблеобъемлющие.
Цветочные корзинки мелкие, 1,5-2 см в диаметре, формируют плотное щитковидное соцветие. Обёртка однорядная, из прилегающих листочков 5-6 мм длиной и 5-9 мм шириной. Цветки язычковые, светло-жёлтые, овальные, 4-7 мм длиной и 1,5 — 2,5 мм шириной. Цветение в условиях средней полосы России в мае-августе.
Плоды — тонкоребристые голые семянки 2-3 мм длиной с длинным снежно-белым паппусом, в несколько раз большим чем семянка (до 16-18 мм длиной). Созревание семянок в средней полосе России приходится на июнь-сентябрь.
Хромосомное число 2n=48.

## Распространение и экология[2][7]
Мировой ареал охватывает Европу, Среднюю Азию, Северную Америку. В России распространён в европейской части, Сибири и на Дальнем Востоке. В Средней России встречается редко. Вид включён в Ботанический атлас растений Ленинградской области.
По условиям произрастания предпочитает заболоченные берега водоёмов, сырые леса, кочкарные тундры, болота, придорожные канавы.

## Использование[2]
- Применяется в народной медицине как ранозаживляющее.
- Медонос.
- Кормовое (нажировочное) растение для оленей.

## Классификация[8]

### Таксономия
Tephroseris palustris (L.) Rchb., 1842, Fl. Saxon. 146
Вид Пепельник болотный относится к роду Пепельник семейства Астровые (Asteraceae) порядка Астроцветные (Asterales). Кладограмма в соответствии с Системой APG IV по состоянию на июнь 2023 года
|  |                                      |  |                                   |                                   |                    |  | ещё 10 семейств | ещё 10 семейств |                    |  |  |  | ещё 48 подтверждённых видов и 9 таксонов, ожидающих подтверждения |
|  |                                      |  |                                   |                                   |                    |  | ещё 10 семейств | ещё 10 семейств |                    |  |  |  | ещё 48 подтверждённых видов и 9 таксонов, ожидающих подтверждения |
|  |                                      |  |                                   | порядок Астроцветные              |                    |  |                 |                 | род Пепельник      |  |  |  |                                                                   |
|  |                                      |  |                                   | порядок Астроцветные              |                    |  |                 |                 | род Пепельник      |  |  |  |                                                                   |
|  | отдел Цветковые, или Покрытосеменные |  |                                   |                                   | семейство Астровые |  |                 |                 | Пепельник болотный |  |  |  |                                                                   |
|  | отдел Цветковые, или Покрытосеменные |  |                                   |                                   | семейство Астровые |  |                 |                 |                    |  |  |  |                                                                   |
|  |                                      |  | ещё 63 порядка цветковых растений | ещё 63 порядка цветковых растений |                    |  |                 | ещё 1804 рода   | ещё 1804 рода      |  |  |  |                                                                   |
|  |                                      |  |                                   | ещё 63 порядка цветковых растений |                    |  |                 |                 | ещё 1804 рода      |  |  |  |                                                                   |

### Синонимы
- Cineraria congesta  R.Br. in Parry
- Cineraria palustris  (L.) L.
- Cineraria palustris f. palustris
- Cineraria palustris subsp. congesta (R.Br.) Nyman
- Cineraria palustris subsp. palustris
- Cineraria unctuosa Gilib.
- Othonna palustris L.
- Senecio arcticus Rupr.
- Senecio congestus DC.
- Senecio congestus subsp. congestus
- Senecio congestus subsp. palustris (L.) Rauschert
- Senecio congestus var. congestus
- Senecio congestus var. laceratus (Ledeb.) Fernald
- Senecio congestus var. palustris (L.) Fernald
- Senecio congestus var. tonsus Fernald
- Senecio gracillimus C.Winkl.
- Senecio palustris (L.) Hook.
- Senecio palustris var. congestus  (L.) Kom.
- Senecio palustris var. congestus  (R.Br. ex Parry) Hook.
- Senecio palustris var. palustris
- Senecio tubicaulis Mansf.
- Tephroseris palustris subsp. congesta (R.Br.) Holub
- Tephroseris palustris subsp. palustris